# Animomyia
Animomyia is een geslacht van vlinders van de familie spanners (Geometridae), uit de onderfamilie Ennominae.

## Soorten
- A. arenae Rindge, 1974
- A. dilatata Rindge, 1974
- A. hardwicki Rindge, 1974
- A. minuta Rindge, 1974
- A. morta Dyar, 1908
- A. nuda Rindge, 1974
- A. smithii Pearsall, 1910
- A. statuta Rindge, 1974
- A. turgida Rindge, 1974